# Seycellocesa placens
Seycellocesa placens is een spinnensoort in de taxonomische indeling van de kogelspinnen (Theridiidae).
Het dier behoort tot het geslacht Seycellocesa. De wetenschappelijke naam van de soort werd voor het eerst geldig gepubliceerd in 1877 door John Blackwall.